# Дискретна система
Дискретна система — це математична модель системи, яка має властивість дискретності. Включає поняття дискретного сигналу. Тобто, це будь-яка система в замкнутому контурі керування якої використовуються дискретні сигнали.

## Класифікація дискретних систем

### Загальні відомості
Дискретний сигнал є основною характеристикою дискретної системи, він визначається послідовністю значень {\displaystyle x(t_{i})} заданих в дискретні моменти часу.
Існує багато причин, згідно з якими дискретні сигнали виникають в автоматичних системах. Основними є:
- імпульсна модуляція,
- спосіб зміни сигналів,
- використання мікропроцесорної техніки для аналого-цифрового перетворення.

За допомогою імпульсної модуляції відбувається спеціальна дискретизація сигналу. Метою модуляції є передавання одночасно декількох сигналів через один канал. А також підвищення завадозахищеності, якщо сигнал передається на велику відстань. При управлінні, наприклад, двигуном постійного струму з широтно-імпульсною модуляцією керувального сигналу, необхідна імпульсна модуляція в зв'язку з навченістю обладнання об'єкта управління.
Друга причина пов'язана з використанням цифрових або декрементних цифрових датчиків. Дискретний сигнал виробляється, в зв'язку з необхідністю аналізу обстановки за допомогою системи технічного зору.
Основною причиною є третя, коли використання обчислювальної техніки в контурі передбачає перетворення вхідних сигналів у дискретні форми, а також подальшу їх обробку. У цифрових системах дискретизація сигналу є аналого-цифровим перетворенням — це перетворення неперервного сигналу в послідовність значень, поданих у цифровому коді.

### Загальна класифікація
Від вибраного виду дискретного перетворення, дискретні системи поділяють на: імпульсні і цифрові. Відповідно, імпульсними називають системи з імпульсною модуляцією, а системи з аналого-цифровими перетворенням сигналу — цифровими.
Імпульсні системи класифікують за способом модуляції сигналу, вони бувають амплітудно-імпульсної модуляції, широтно-імпульсної модуляції і час-імпульсної модуляції.
Час-імпульсна модуляція, в свою чергу, поділяється на фазо-імпульсну і частотно-імпульсну модуляцію. За амплітудно-імпульсної модуляції сигнал замінюється послідовністю імпульсів, амплітуда яких пропорційна значенням сигналу, виміряним у рівновіддалені моменти часу. За широтно-імпульсної модуляції змінюється ширина імпульсу, а його форма, амплітуда і моменти виникнення залишаються незмінними. Згідно з цими видами модуляції, лінійний спосіб перетворення неперервного сигналу на дискретний визначає тільки амплітудно-імпульсна модуляція. Інші способи нелінійні. Тому до лінійних імпульсних систем відносять системи з лінійною неперервною частиною і амплітудно-імпульсною модуляцією.
У цифрових системах значення сигналу, виміряні в рівновіддалені моменти часу подаються в цифровій формі. Під час перетворення визначається закон, за яким значенню неперервного сигналу присвоюється один з дискретних сигналів. Така процедура має назву квантування за рівнем. При квантуванні «крок квантування» визначається кількістю розрядів числа. Отже, аналого-цифрове перетворення нелінійне, однак за великого числа розрядів ефектом квантування за рівнем можна знехтувати. З огляду на нехтування можна наближено вважати перетворення лінійним і тоді цифрову систему можна розглядати як імпульсну з амплітудно-імпульсною модуляцією.